# U 540
U 540 war ein deutsches U-Boot vom Typ IX/C der Kriegsmarine im Zweiten Weltkrieg.

## Geschichte
Mit dem Bau begonnen wurde am 12. Mai 1942, wobei der Bauauftrag vom 5. Juni 1941 stammte, in der Deutschen Werft in Hamburg. Der Stapellauf erfolgte am 18. Dezember gleichen Jahres. Es wurde am 10. März 1943 unter Kapitänleutnant Lorenz Kasch (1914–1943) in Dienst gestellt.
Das Boot war zunächst der 4., später der 10. U-Flottille zugeteilt. Am 28. September 1943 lief es von Bergen aus, kehrte kurz darauf dorthin wegen eines Dieselschadens wieder zurück, bevor es dann erneut auslief und im Nordatlantik und östlich Kap Farvel operierte. Ab Oktober 1943 gehörte das Boot der sogenannten U-Boot-Gruppe Schlieffen, einem sog. Wolfsrudel, an.
Am 17. Oktober 1943 entdeckte ein britisches Flugzeuge vom Typ Liberator (59. Squadron) das U-Boot östlich von Kap Farvel (Grönland) und griffen es gemeinsam mit einer anderen Liberator „H-Harry“ des 120. Squadron an. U 540 wurde getroffen, brach in zwei Teile auseinander und sank. Alle Besatzungsmitglieder des U-Bootes starben.

## Kommandant
Einziger Kommandant war vom 10. März 1943 bis zur Versenkung von U 540 Kapitänleutnant Lorenz Kasch. 1914 in Hamburg geboren, trat er 1933 in die Marine ein und stieg dort bis Ende 1940 vom Offizieranwärter zum Kapitänleutnant auf. Anfang Oktober 1942 bis Ende November des gleichen Jahres hatte er das Kommando über U 333 übernommen, nachdem der Kommandant Peter-Erich Cremer bei einem Seegefecht mit der britischen Korvette Crocus schwer verwundet worden war. Kasch war u. a. am 28. Mai 1942 mit dem Deutschen Kreuz in Gold ausgezeichnet worden. Kasch starb, wie die gesamte Besatzung des U-Boots, bei der Versenkung von U 540.